# Guzmán Rodríguez
Guzmán Rodríguez Ferrari, mais conhecido como Guzmán Rodríguez (Montevidéu, 8 de fevereiro de 2000) é um futebolista uruguaio que atua como zagueiro. Atualmente, joga pelo Red Bull Bragantino.

## Carreira

### Início
Rodríguez fez grande parte de sua formação no Bella Vista e concluiu sua base no River Plate, onde estreou profissionalmente na Primeira Divisão do Uruguai em 2019.

### Boston River
Entre 2021 e 2023, atuou pelo Boston River.

### Peñarol
Para a temporada de 2024, foi contratado pelo Peñarol.
Seu primeiro gol pelo clube foi marcado em 7 de maio de 2024, na vitória por 1–0 sobre o Caracas, pela quarta rodada da Copa Libertadores.

### Red Bull Bragantino
Em 2025, transferiu-se para o Red Bull Bragantino.

## Títulos
Peñarol
- Campeonato Uruguaio: 2024[2]